# Bing in Paris
Bing in Paris – kompilacyjny muzyczny album amerykańskiego piosenkarza Binga Crosby’ego wydany w 1958 roku przez wytwórnię Decca Records. Dwa utwory z tego albumu – „Mademoiselle de Paris” oraz „La Vie en rose”, pojawiły się na albumie Le Bing: Song Hits of Paris z 1953 roku.

## Lista utworów
| Nr | Tytuł                                                                    | Rok nagrania |
| A1 | „Mademoiselle de Paris”                                                  | 1953         |
| A2 | „La Vie En Rose”                                                         | 1953         |
| A3 | „Domino”                                                                 | 1951         |
| A4 | „I Love Paris”                                                           | 1954         |
| A5 | „At Last! At Last! (L'ame Des Poetes)”                                   | 1952         |
| A6 | „(Ah, The Apple Trees) When The World Was Young (Le Chevalier De Paris)” | 1951         |
| B1 | „Autumn Leaves (Les Feuilles Mortes)”                                    | 1951         |
| B2 | „All My Love (Bolero)”                                                   | 1950         |
| B3 | „If You Love Me (Really Love Me) (Hymne A L'Amour)”                      | 1954         |
| B4 | „I'll Be Yours (J'Attendrai)”                                            | 1945         |
| B5 | „Symphony (Symphonie)”                                                   | 1946         |